# Audiència Provincial de València
L'Audiència Provincial de València és un tribunal de justícia que opera dins l'àmbit territorial de la província de València. Està composta per onze seccions (cinc penals i sis civils). Té la seu al complex judicial Ciutat de la Justícia de València, a l'avinguda del Saler, n. 14, València.
La primera dona a presidir l'Audiència de València fou la magistrada Carmen Llombart Pérez des del febrer de 2010 fins 2015.